# Prasinalia cuneata
Prasinalia cuneata är en skalbaggsart som först beskrevs av Horn 1868.  Prasinalia cuneata ingår i släktet Prasinalia och familjen praktbaggar. Inga underarter finns listade i Catalogue of Life.